# Rossfeld
Rossfeld település Franciaországban, Bas-Rhin megyében. Lakosainak száma 1030 fő (2022. január 1.). Rossfeld Witternheim, Benfeld, Friesenheim, Herbsheim, Hilsenheim és Huttenheim községekkel határos.

## Népesség
A település népessége az elmúlt években az alábbi módon változott:
| Lakosok száma | 929  | 976  | 1015 | 1002 | 1013 | 1024 | 1019 | 1030 | 1030 |
|               | 2013 | 2015 | 2016 | 2017 | 2018 | 2019 | 2020 | 2021 | 2022 |